# Budima
La danse budima, en Zambie, est pratiquée à plusieurs occasions par le peuple Wé. Danse guerrière, elle s'exécute avec des lances et d'autres accessoires. En 2020, elle est intégrée à la liste représentative du patrimoine culturel immatériel de l'humanité. 

## Pratique
La danse budima, tout au long de l'année, est une manifestation à l'occasion de cérémonies, de funérailles, de mariages, de célébrations agricoles ainsi que de rites. Les accessoires utilisés par les hommes, femmes et enfants qui participent sont des lances, sifflets, cannes, knobkerries, flûtes, haches cérémonielles, boucliers, cors/trompettes, tambours et crécelles. Les hommes manipulent des lances en sautant, avançant et reculant dans le cercle de danseurs, et mimant la guerre. Les instruments de musique qui accompagnent la danse sont des tambours (une série de petits tambours, de différentes tailles), des flûtes et trompettes à une note en corne d'antilope, des crécelles que les danseuses portent au pied, et le chant en chœur. Les femmes portent des bijoux. L'apprentissage, intergénérationnel, concerne la danse, ses valeurs et la fabrication d'instruments. 
La danse budima est traditionnellement exécutée pendant la guerre ou pour célébrer les conquêtes. D'après un danseur, la danse était déjà pratiquée par ses ancêtres.

## Reconnaissance
La danse Budima intègre en 2020 la liste représentative du patrimoine culturel immatériel de l'humanité. D'après la description officielle de l'UNESCO, la danse budima est facteur de cohésion et de fierté, la danse est ouverte à toutes les personnes qui le souhaitent.